# Budapesti Tanítóképző Főiskola
A Budapesti Tanítóképző Főiskola 1869 és 2000 között működött önálló budapesti oktatási intézmény volt, amely az alapfokú oktatás – elemi, polgári és népiskolák, majd általános iskolák – alsó évfolyamaiban tanító pedagógusokat képzett. 2000-től az Eötvös Loránd Tudományegyetem szervezeti egysége ELTE Tanító- és Óvóképző Kar néven.

## Története

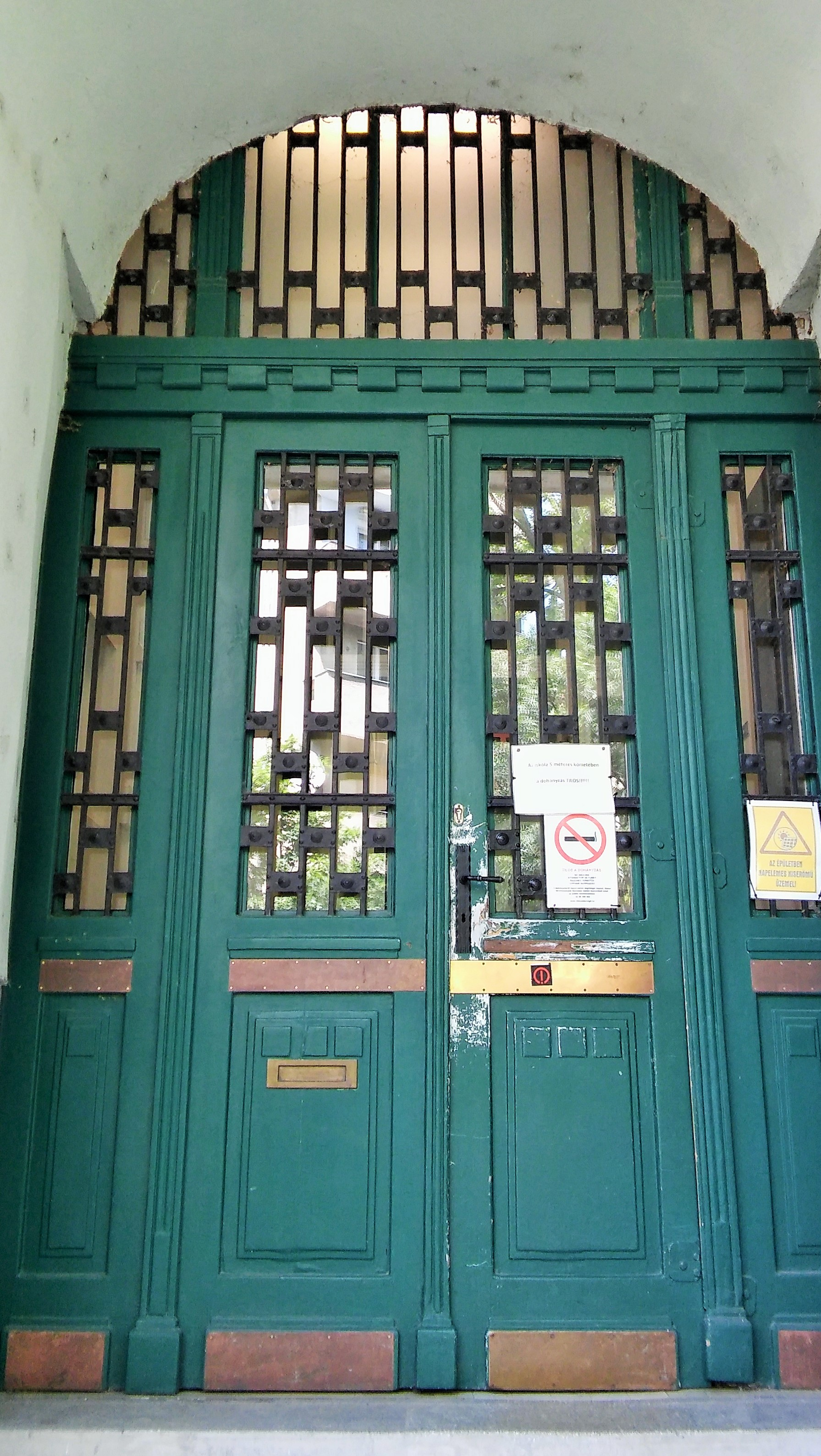
A Tanítóképző díszes bejárati ajtaja

A középfokú oktatási intézményt Budai Állami Tanítóképezde néven Eötvös József vallás- és közoktatási miniszter hívta életre a népiskolai közoktatásról rendelkező 1868. évi XXXVIII. törvénycikk alapján. A szervezőmunkát követően a népiskolai tanítók oktatása 1869 őszén indult meg a krisztinavárosi Attila út 97–99. szám alatti épületben (tervezte: Máltás Hugó). 1873-tól az immár Budapesti Állami Tanítóképezde néven működő intézményben megindult a polgári iskolai tanítók felkészítése is. A korábban hároméves képzést nyújtó iskola tanulmányi ideje 1881-ben négy évfolyamosra bővült. 1887-ben külön tanítóképző intézeti tanári tanfolyam indult a képezdében, amely két évtized elteltével, 1906-ban az Apponyi Kollégium létesítésével megszűnt. 1907-ben a polgári iskolai pedagógusképzés is kivált a Budapesti Állami Tanítóképezdéből és önállósult oktatási intézményként működött tovább.
1911-ben a Mozdony utca 40. szám alatti épületbe költözött át (tervezte: Nagy Virgil). Az ország első Magyar Királyi Állatni Német-nyelvű Tanítóképző-Líceum 1939 szeptemberétől 1944 áprilisáig működött a magyar tanítási nyelvű budai állami tanítóképző épületében a Fery Oszkár utca (ma Kiss János altábornagy utca) 40-ben, dr. Lux Gyula igazgató irányításával, aki a gróf Teleki Pál által képviselt nemzetiségi politikát igyekezett megvalósítani. A közös internátust Padányi-Frank Antal, a magyar képző igazgatója vezette. Sztójay-kormány alatt, 1944. május 15-én az intézet épületét a magyar királyi honvédkincstár vette át és azonnal átadta a német katonai hatóságoknak, hadikórház céljaira. A teljesen működésképtelen intézetből, amelynek se székhelye nem volt, se nem élvezte az új kormány támogatását, Lux Gyula, 1944. szeptember 1-jén vonult nyugalomba. 1949-től pedagógiai gimnázium. Az épület jelentős háborús károkat szenvedett. Eredeti külső díszítése elpusztult, ezt nem állították vissza a háború után sem. 1982-ben, majd 1990-ben korszerű épületszárnyakkal bővült.
Rövid ideig – az 1949/1950-es tanévben – az iskola pedagógiai gimnáziumi státusban volt, majd ismét állami tanítóképzővé minősítették. 1959-től Budapesti Tanítóképző Intézet néven az általános iskola 1–4. osztályában tanító pedagógusokat felkészítő, hároméves képzést nyújtó felsőoktatási intézmény lett, emellett 1968-tól óvodapedagógusok számára külön esti tagozat is indult. 1975-ben főiskolává minősítették, Budapesti Tanítóképző Főiskola néven folytatta oktatótevékenységét. Az 1980-as években átlagosan háromszáz hallgató járt ide.
1995-től immár négyéves tanulmányi időben folyt az általános iskola 1–6. osztályaiban tanító leendő pedagógusok képzése, 1998-tól pedig művelődésszervezői szakirány is várta a hallgatókat. 2000-ben az intézmény önállóságát elveszítette, az Eötvös Loránd Tudományegyetem szervezeti keretébe integrálták mint annak tanító- és óvóképző karát.

## További irodalom
- A Budapesti Tanítóképző Intézet száz éve: 1869–1969. Szerk. Bihari János et al. Az intézet kiadása, Budapest, Fővárosi Nyomda, 1969[5]
- Sorsfordító mozzanatok. A magyarországi kisgyermekkori nevelőképzés, a Budapesti Tanítóképző Főiskola, az ELTE TÓK és épülete történetéből; szerk. Donáth Péter; Trezor, Bp., 2012
- Kelemen Elemér: A Budai Tanítóképző 150 éve, 1869–2018; szerk., képanyag összeáll. Demeter Katalin; ELTE Tanító- és Óvóképző Kar, Bp., 2019
- Élő hagyomány a Budai Képzőben. Mozaikok 150 év történetéből; szerk. Cúthné Gyóni Eszter, Endrődy Orsolya, Pölcz Ádám; ELTE Tanító- és Óvóképző Kar, Bp., 2020